# Nick Rimando
Nicholas Rimando (Montclair, California, Estados Unidos, 17 de junio de 1979) es un exfutbolista estadounidense. Jugaba de portero y fue profesional entre 2000 y 2019.

## Trayectoria
Nick Rimando comenzó asistiendo al Montclair High School, y jugó dos años en la Universidad de California. En 1997, que fue portero de los Bruins ganaron la College Cup, después de su segundo año, firmó por la Generación Adidas de la Major League Soccer.
En 2000 fue seleccionado en la MLS SuperDraft 2000 por el Miami Fusion, para sorpresas de muchos, tomo rápidamente la partida del portero Jeff Cassar, Comenzó jugando 22 partidos y 25 partidos para ayudar al Miami Fusion a ganar la MLS Supporters' Shield en 2001.
En 2002 comenzó jugando por el D.C. United jugó todos los partidos en ese mismo año y 25 partidos en 2003 hasta que perdió la temporada final debido a una lesión. En 2004, perdió su puesto titular a Troy Perkins, pero jugó en la Postemporada y en la MLS Cup, en 2004 d. C. United logró su cuarto campeonato. En 2005 volvió a jugar de titular jugó todos los partidos, pero Troy Perkins volvió a jugar de titular en 2006, jugando 2 partidos en la temporada.  
En 2007 jugó con el Real Salt Lake. El equipo luchó para clasificar a los Play Offs, pero hizo un gran trabajo. En la MLS. Jugó con el club 110 partidos.
En 2009 el equipo se esforzó a clasificarse a la postemporada, clasificó con 40 puntos igualando con el Colorado Rapids y el D.C. United, en finales de Conferencia se enfrentó contra el Chicago Fire en un empate sin goles, clasificó a la final en los penales (5:4), en la final se enfrentó con Los Angeles Galaxy en un empte 1:1 se cosagró campeón en los penales (5:4). 
El 4 de febrero de 2011, Nick Rimando firmó un contrato con el Real Salt Lake hasta la temporada 2013.
El 1 de marzo de 2019 anunció su retirada al final de temporada.

## Selección nacional
Rimando fue un miembro regular de la selección nacional de los Estados Unidos desde que fue convocado por primera vez en 2002. No obstante, solo jugó 22 partidos oficiales, ya que durante los últimos diez años ha estado por detrás de Kasey Keller, Tim Howard, Brad Guzan, y Brad Friedel en la lucha por el puesto titular.
El 28 de julio de 2013 obtuvo su primer título con los Estados Unidos luego de haber jugado gran parte del torneo como titular, luego de vencer 1-0 a Panamá en la final de la Copa de Oro de la Concacaf.
El 12 de mayo de 2014, Klinsmann incluyó a Rimando en la lista provisional de 30 jugadores con miras a la Copa Mundial de Fútbol de 2014, y lo ratificó en la lista final de 23 jugadores que viajaron a Brasil el 22 del mismo mes. No obstante, como tercer portero, Rimando no llegó a jugar ningún partido en el torneo.

### Participaciones en Copas del Mundo
| Mundial                        | Sede   | Resultado        |
| ------------------------------ | ------ | ---------------- |
| Copa Mundial de Fútbol de 2014 | Brasil | Octavos de final |

### Participaciones en Copas de Oro
| Copa                            | Sede           | Resultado  |
| ------------------------------- | -------------- | ---------- |
| Copa de Oro de la Concacaf 2011 | Estados Unidos | Subcampeón |
| Copa de Oro de la Concacaf 2013 | Estados Unidos | Campeón    |

## Clubes juveniles
| Periodo   | Club                      |
| --------- | ------------------------- |
| 1997-1999 | Universidad de California |

## Clubes
| Club           | País           | Año       |
| -------------- | -------------- | --------- |
| Miami Fusion   | Estados Unidos | 2000-2001 |
| D.C. United    | Estados Unidos | 2002-2006 |
| Real Salt Lake | Estados Unidos | 2007-2019 |

## Estadísticas
| Equipo         | Temporada    | MLS      | MLS   | Playoffs | Playoffs | US Open Cup | US Open Cup | Concachampions | Concachampions | Total    | Total |
| Equipo         | Temporada    | Partidos | Goles | Partidos | Goles    | Partidos    | Goles       | Partidos       | Goles          | Partidos | Goles |
| -------------- | ------------ | -------- | ----- | -------- | -------- | ----------- | ----------- | -------------- | -------------- | -------- | ----- |
| Miami Fusion   | 2000         | 22       | 0     | 0        | 0        | 3           | 0           | 0              | 0              | 25       | 0     |
| Miami Fusion   | 2001         | 25       | 0     | 6        | 0        | 0           | 0           | 0              | 0              | 31       | 0     |
| Miami Fusion   | Total        | 47       | 0     | 6        | 0        | 3           | 0           | 0              | 0              | 56       | 0     |
| D.C. United    | 2002         | 28       | 0     | 0        | 0        | 0           | 0           | 2              | 0              | 30       | 0     |
| D.C. United    | 2003         | 25       | 0     | 0        | 0        | 0           | 0           | 0              | 0              | 25       | 0     |
| D.C. United    | 2004         | 13       | 0     | 4        | 0        | 1           | 0           | 0              | 0              | 18       | 0     |
| D.C. United    | 2005         | 30       | 0     | 2        | 0        | 0           | 0           | 0              | 0              | 32       | 0     |
| D.C. United    | 2006         | 2        | 0     | 0        | 0        | 2           | 0           | 0              | 0              | 4        | 0     |
| D.C. United    | Total        | 98       | 0     | 6        | 0        | 3           | 0           | 2              | 0              | 109      | 0     |
| Real Salt Lake | 2007         | 27       | 0     | 0        | 0        | 0           | 0           | 0              | 0              | 27       | 0     |
| Real Salt Lake | 2008         | 30       | 0     | 3        | 0        | 0           | 0           | 0              | 0              | 33       | 0     |
| Real Salt Lake | 2009         | 26       | 0     | 4        | 0        | 0           | 0           | 0              | 0              | 30       | 0     |
| Real Salt Lake | 2010         | 27       | 0     | 2        | 0        | 0           | 0           | 5              | 0              | 34       | 0     |
| Real Salt Lake | 2011         | 33       | 0     | 3        | 0        | 0           | 0           | 6              | 0              | 42       | 0     |
| Real Salt Lake | 2012         | 31       | 0     | 2        | 0        | 0           | 0           | 4              | 0              | 37       | 0     |
| Real Salt Lake | 2013         | 27       | 0     | 5        | 0        | 2           | 0           | 0              | 0              | 34       | 0     |
| Real Salt Lake | 2014         | 24       | 0     | 2        | 0        | 0           | 0           | 0              | 0              | 26       | 0     |
| Real Salt Lake | 2015         | 24       | 0     | 0        | 0        | 1           | 0           | 2              | 0              | 27       | 0     |
| Real Salt Lake | 2016         | 30       | 0     | 1        | 0        | 0           | 0           | 2              | 0              | 33       | 0     |
| Real Salt Lake | 2017         | 28       | 0     | 0        | 0        | 0           | 0           | 0              | 0              | 28       | 0     |
| Real Salt Lake | 2018         | 34       | 0     | 2        | 0        | 0           | 0           | 0              | 0              | 36       | 0     |
| Real Salt Lake | Total        | 310      | 0     | 22       | 0        | 3           | 0           | 19             | 0              | 354      | 0     |
| Career total   | Career total | 455      | 0     | 34       | 0        | 9           | 0           | 21             | 0              | 519      | 0     |

## Palmarés

### Campeonatos nacionales
| Título         | Club           | País           | Año  |
| -------------- | -------------- | -------------- | ---- |
| Conference Cup | D.C. United    | Estados Unidos | 2004 |
| MLS Cup        | D.C. United    | Estados Unidos | 2004 |
| Conference Cup | Real Salt Lake | Estados Unidos | 2009 |
| MLS Cup        | Real Salt Lake | Estados Unidos | 2009 |